# Бофор (Изер)
Бофор (фр. Beaufort) — коммуна во Франции, находится в регионе Рона — Альпы. Департамент коммуны — Изер. Входит в состав кантона Руабон. Округ коммуны — Гренобль.
Код INSEE коммуны — 38032. Население коммуны на 1999 год составляло 415 человек. Населённый пункт находится на высоте от 266 до 374 метров над уровнем моря. Муниципалитет расположен на расстоянии около 450 км юго-восточнее Парижа, 55 км юго-восточнее Лиона, 50 км западнее Гренобля. Мэр коммуны — M. Norbert Bouvier, мандат действует на протяжении 2001—2008 гг.
Динамика населения (INSEE):